# Журавлёв, Владимир Клавдиевич
Владимир Клавдиевич Журавлёв (род. 4 февраля 1957, Оленегорск) — российский политический деятель. Депутат Государственной Думы третьего созыва (2002—2003).

## Биография
Окончил Ленинградский горный институт по специальности «экономика и организация металлургического производства». С 1975 – рабочий комбината «Североникель», в 1977—1979 проходил срочную службу в Вооружённых силах СССР. С 1979 – на предприятиях Оленегорского ГОК, треста «Севзапшведмедремонт» города Мончегорск, комбината «Североникель».
С 1998 – председатель Центрального Совета межрегионального. объединения профсоюза северян, с 2000 – член Политсовета Мурманской региональной организации «Единства».
15 февраля 2002 года получил мандат умершего Владимира Лушина в Государственной Думе России. Член фракции «Единство – Единая Россия»,  Комитета по труду и социальной политике.
Депутат Мурманской областной думы третьего созыва (2002—2007) от Мурманского избирательного округа № 2 (Октябрьский округ), член комитета по труду и социальной политике.